# Да Лат
Да Лат (виј. Đà Lạt) је град у Вијетнаму у покрајини Лам Донг. Да Лат се налази у брдско-планинском крају, на висини од 1500 м надморске висине, са умереном климом. Просечна температура је 18 °C - 25 °C. Највиша температура икада у Далат је 27 °C, а најнижа је 6,5 °C. Француски су људи почели да граде овај град у 1907, након Иерсин истражили ову земљу. Француски народ је изграђен велики број вила, хотела Ресорт. Око града постоји неколико долина, језера, водопада. Да Лат универзитета, војних института су ТВ главни универзитета у Да Лат. Аеродром је 24 км јужно од града. Данас, Далат је једна од највећих туристичких дестинација у Вијетнаму. Становништво је 206,105 (2009), 185.509 урбаних становника. Град покрива 393,29 км ².
У граду се налази аеродром Аеродром Лиен Кхуонг.

## Галерија
- Катедрала у Да Лату
- Педагошки колеџ